# Vehujärvi
Vehujärvi är en sjö i kommunen Etseri i landskapet Södra Österbotten i Finland. Sjön ligger 216,1 meter över havet. Den är 2,5 meter djup. Arean är 51 hektar och strandlinjen är 4,33 kilometer lång. Sjön  ingår i Kumo älvs huvudavrinningsområde.   Den ligger omkring 85 kilometer öster om Seinäjoki och omkring 280 kilometer norr om Helsingfors. 